# Hans Nicolai Thestrup
Hans Nicolai Thestrup, född den 1 oktober 1794 i Næstved, död den 12 maj 1879 i Köpenhamn, var en dansk militär.
Thestrup förde 1848 bataljon i träffningarna vid Bov och Slesvig samt 1849 i Sundeved. Han avancerade till överste och kommenderade 1850 med stor duglighet en brigad vid Helligbæk den 24 juli och dagen därpå vid Isted. År 1852 blev han generalmajor, 1857 generalinspektör för infanteriet och i december 1859 krigsminister. Som sådan genomdrev han flera förbättringar i härens organisation, men kunde varken utverka nödvändiga bevillningar till befästningsanläggningar eller pensioner åt gamla och mindre brukbara officerare på grund av de andra ministrarnas, särskilt finansminister Fengers, motstånd. Han tog därför avsked i augusti 1863. I 1864 års krig användes han inte och erhöll samma år avsked.

## Utmärkelser
- Dannebrogsmännens hederstecken,  1848[2]
- Storkors av Dannebrogorden,  1862[2]

[Redigera Wikidata]